# Município de Greenfield (condado de Gallia, Ohio)
O município de Greenfield (em inglês: Greenfield Township) é um município localizado no condado de Gallia no estado estadounidense de Ohio. No ano de 2010 tinha uma população de 495 habitantes e uma densidade populacional de 5,75 pessoas por km².

## Geografia
O município de Greenfield encontra-se localizado nas coordenadas 38° 48′ 34″ N, 82° 30′ 50″ O. Segundo o Departamento do Censo dos Estados Unidos, o município tem uma superfície total de 86.11 km², da qual 85,96 km² correspondem a terra firme e (0,18 %) 0,15 km² é água.

## Demografia
Segundo o censo de 2010, tinha 495 pessoas residindo no município de Greenfield. A densidade populacional era de 5,75 hab./km².